# Сінагра
Сінагра, Сінаґра (італ. Sinagra, сиц. Sinagra) — муніципалітет в Італії, у регіоні Сицилія,  метрополійне місто Мессіна.
Сінагра розташована на відстані близько 470 км на південний схід від Рима, 135 км на схід від Палермо, 65 км на захід від Мессіни.
Населення — 2722 особи (2014).
Щорічний фестиваль відбувається 8 травня. Покровитель — S. Leone.

## Демографія
Населення за роками:

Станом на 1 січня 2023 року в муніципалітеті офіційно проживали 54 іноземці з 14 країн, серед них 36 громадян країн Євросоюзу.

## Сусідні муніципалітети
- Кастелл'Умберто
- Фікарра
- Назо
- Раккуя
- Сант'Анджело-ді-Броло
- Торторичі
- Укрія